# The Children of the Feud
The Children of the Feud er en amerikansk stumfilm fra 1916.

## Medvirkende
- Charles Gorman som Pap Clayton.
- Dorothy Gish som Sairy Ann.
- Allan Sears som Jed Martin.
- F.A. Turner som Lee Cavanagh.
- Sam De Grasse som Dr. Richard Cavanagh.